# Haimie Anak Nyaring
Haimie Anak Nyaring, né le 31 mai 1998, est un footballeur international brunéien qui évolue au DPMM FC et avec l'équipe nationale de Brunei.

## Biographie
Il reçoit sa première sélection en équipe de Brunei le 1er septembre 2018, contre le Timor Oriental. Ce match perdu 3-1 rentre dans le cadre des Play-Offs du championnat d'Asie du Sud-Est.